# بيري دين يونغ
بيري دين يونغ (بالإنجليزية: Perry Deane Young)‏ هو صحفي وكاتب ومؤرخ أمريكي، ولد في 27 مارس 1941 في وودفين في الولايات المتحدة، وتوفي في 2019 في تشابل هيل في الولايات المتحدة.